# Xavier Fàbregas
Xavier Fàbregas Surroca (Moncada y Reixach, 18 de agosto de 1931-Palermo, 10 de septiembre de 1985) fue un editor, dramaturgo, crítico teatral, historiador, enciclopedista, ensayista y esperantista español.

## Biografía
Autodidacta, en la década de 1950 ya enseñaba esperanto en su ciudad natal. Su afición a escribir se desarrolló desde sus estudios de bachillerato. Su primera obra teatral, Partits pel mig, se representó por vez primera en el Teatro Romea (Barcelona) en 1957. Ese mismo año publicó también su primera obra dramática, El nuevo rapto de Elena, que sería representada años más tarde por vez primera en el Teatro Candilejas, también de Barcelona. Casi una veintena de obras llegaría a escribir. En estos años fueron habituales sus artículos en Tertulia, La Jirafa, Índice de Artes y Letras, Correo de la Radio y Solidaridad Nacional.
En la década de 1960 trabajó en la editorial Espasa Calpe, y es en esta época cuando inició sus trabajos de investigación sobre el teatro catalán contemporáneo en los archivos y hemerotecas, en especial en Barcelona. Estos trabajos le llevaron a participar durante más de dos décadas en múltiples encuentros sobre teatro nacionales (Madrid, Barcelona, Almagro) e internacionales (Rennes, Palermo, Toulouse, Bonn, Bruselas, Colombia). Miembro del Instituto Catalán de Antropología, de la Escuela Internacional de Antropología, y fundador de la Asociación Internacional de Semiología del Espectáculo, publicó habitualmente sus trabajos en revistas especializadas, muchas de ellas internacionales (The New International Drama, Cahiers Théâtre Louvain, etc). Dirigió unos años la revista Estudios Escénicos (Barcelona), fundó varias editoriales y fue colaborador enciclopédico en varios proyectos: Gran Enciclopedia Catalana, Enciclopedia Espasa, Enciclopedia Larousse y otros. Al tiempo, siguió escribiendo obras dramáticas y libros de viaje y llevó adelante distintas adaptaciones para la televisión de obras de teatro. Fue un autor prolífico, en especial como crítico teatral, con más de 3000 artículos.

## Obra seleccionada
Ensayo e historia
- Història del teatre universal (1966).
- Teatre català d'agitació política (1969).
- Àngel Guimerà, les dimensions d'un mite (1971)
- Aproximació a la història del teatre català modern (1972)
- Introducció al llenguatge teatral (1973)
- Les formes de diversió en la societat catalana romàntica (1975)
- El teatre o la vida (1976)
- Història del teatre català (1978)
- El llibre de les bèsties (1983) (Premio Crítica Serra d'Or de Ensayo, 1984)

Teatro
- Partits pel mig.
- El nuevo rapto de Elena

Literatura de viajes
- Australia (1962)
- La Costa Brava, de Blanes a Port-Bou (1963)
- Entre Catalunya i Aragó (1971)

Legado
El legado de Xavier Fàbregas está depositado en el Archivo de la Abadía de Montserrat (Barcelona). Contiene documentos originales, manuscritos, libros, y una base de datos con el catálogo de todas sus publicaciones.